# Djidiouia
Djidiouia är en ort i Algeriet.   Den ligger i provinsen Relizane, i den norra delen av landet, 220 km väster om huvudstaden Alger. Djidiouia ligger 70 meter över havet och antalet invånare är 31 996.
Terrängen runt Djidiouia är platt åt nordväst, men åt sydost är den kuperad.Runt Djidiouia är det ganska tätbefolkat, med 139 invånare per kvadratkilometer. Närmaste större samhälle är Oued Rhiou, 8,8 km öster om Djidiouia. Trakten runt Djidiouia består till största delen av jordbruksmark.